# Monte Castelon
Il Monte Castelon è una montagna di 591 metri sul livello del mare che domina il comune di Marano di Valpolicella e la sua valle. Prende il nome, che anche in italiano rimane in lingua veneta, da un castello medievale che era sito sulla sua cima e che venne distrutto intorno al 1325.
Sul monte si trovano il tempio di Minerva, luogo di culto romano dedicato alla dea e dal 2007 area archeologica aperta al pubblico, e il santuario di Santa Maria di Valverde, con annesso cimitero.